# Folkeslunda

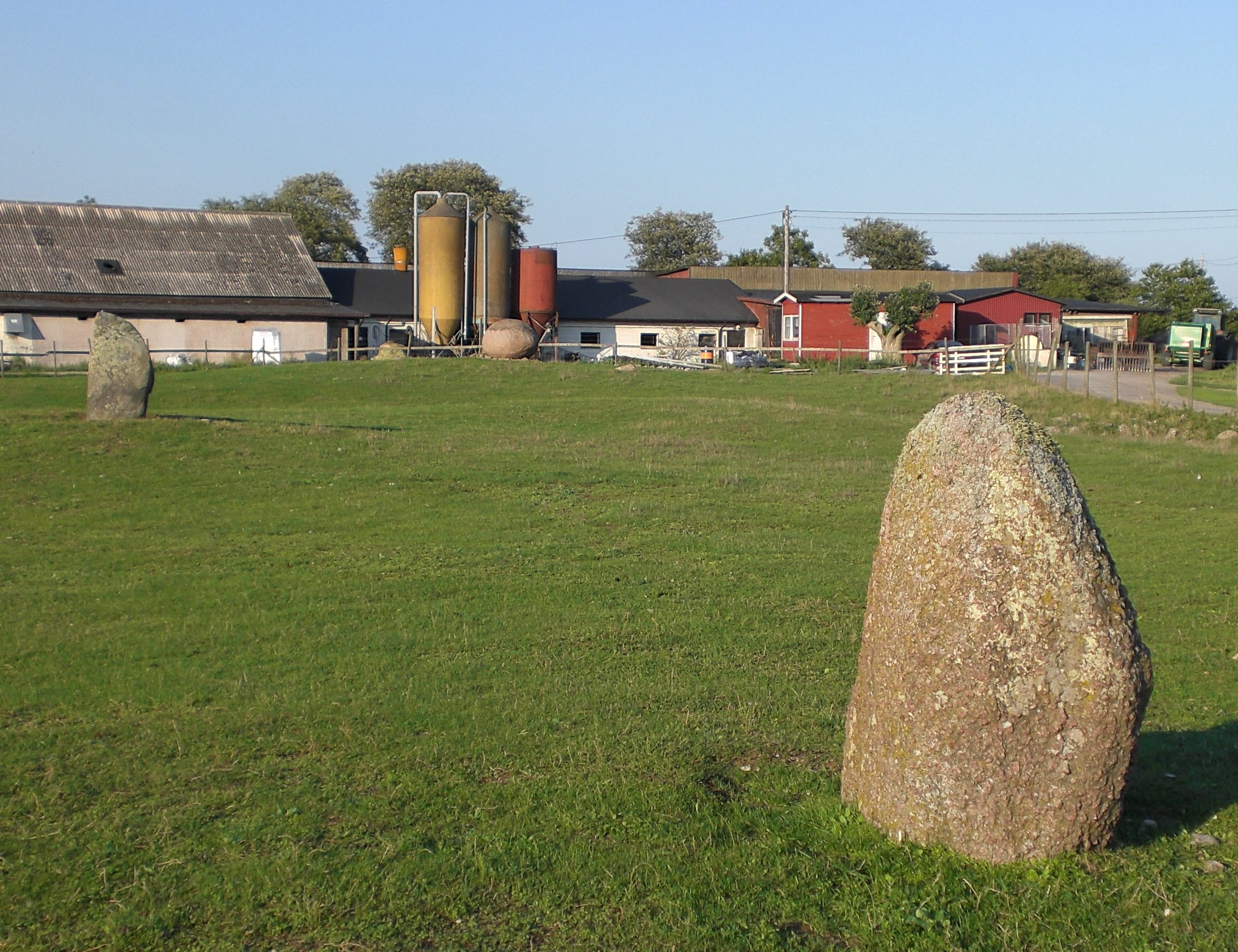
Gräberfeld von Folkeslunda – im Hintergrund landwirtschaftliche Anlagen

Folkeslunda ist ein Dorf an der Ostküste der schwedischen Ostseeinsel Öland.
Das zur Gemeinde Borgholm gehörende Dorf zählt weniger als 50 Einwohner (Stand 2005). Nördlich des Dorfes liegt Långlöt, südlich Lerkaka. Das Dorf selbst zieht sich entlang einer von der östlichen Küstenstraße nach Osten in Richtung Ostsee abzweigenden kleinen Straße.
Bekannt ist Folkeslunda durch das im westlichen Teil des Dorfes gelegene Gräberfeld von Folkeslunda, welches wegen der dort befindlichen größten Grabkugel Schwedens, dem Folkeslundastein eine der bekannteren Sehenswürdigkeiten Ölands ist.
In der Nähe des landwirtschaftlich geprägten Orts befindet sich auch eine der für Öland typischen Windmühlen.
Koordinaten: 56° 44′ N, 16° 43′ O